# Некаргеминд
Некаргеминд (њем. Neckargemünd) град је у њемачкој савезној држави Баден-Виртемберг. Једно је од 54 општинска средишта округа Рајн-Некар. Према процјени из 2010. у граду је живјело 13.987 становника. Посједује регионалну шифру (AGS) 8226056.

## Географски и демографски подаци
Некаргеминд се налази у савезној држави Баден-Виртемберг у округу Рајн-Некар. Град се налази на надморској висини од 127 метара. Површина општине износи 26,2 km². У самом граду је, према процјени из 2010. године, живјело 13.987 становника. Просјечна густина становништва износи 535 становника/km².

## Међународна сарадња
| Мјесто | Држава    | Врста сарадње | Од    |
| ------ | --------- | ------------- | ----- |
|        | САД       | партнерство   | 1993. |
|        | Француска | партнерство   | 1970. |
|        | Чешка     | партнерство   | 1996. |
| Извор  |           |               |       |